# Caravanmover

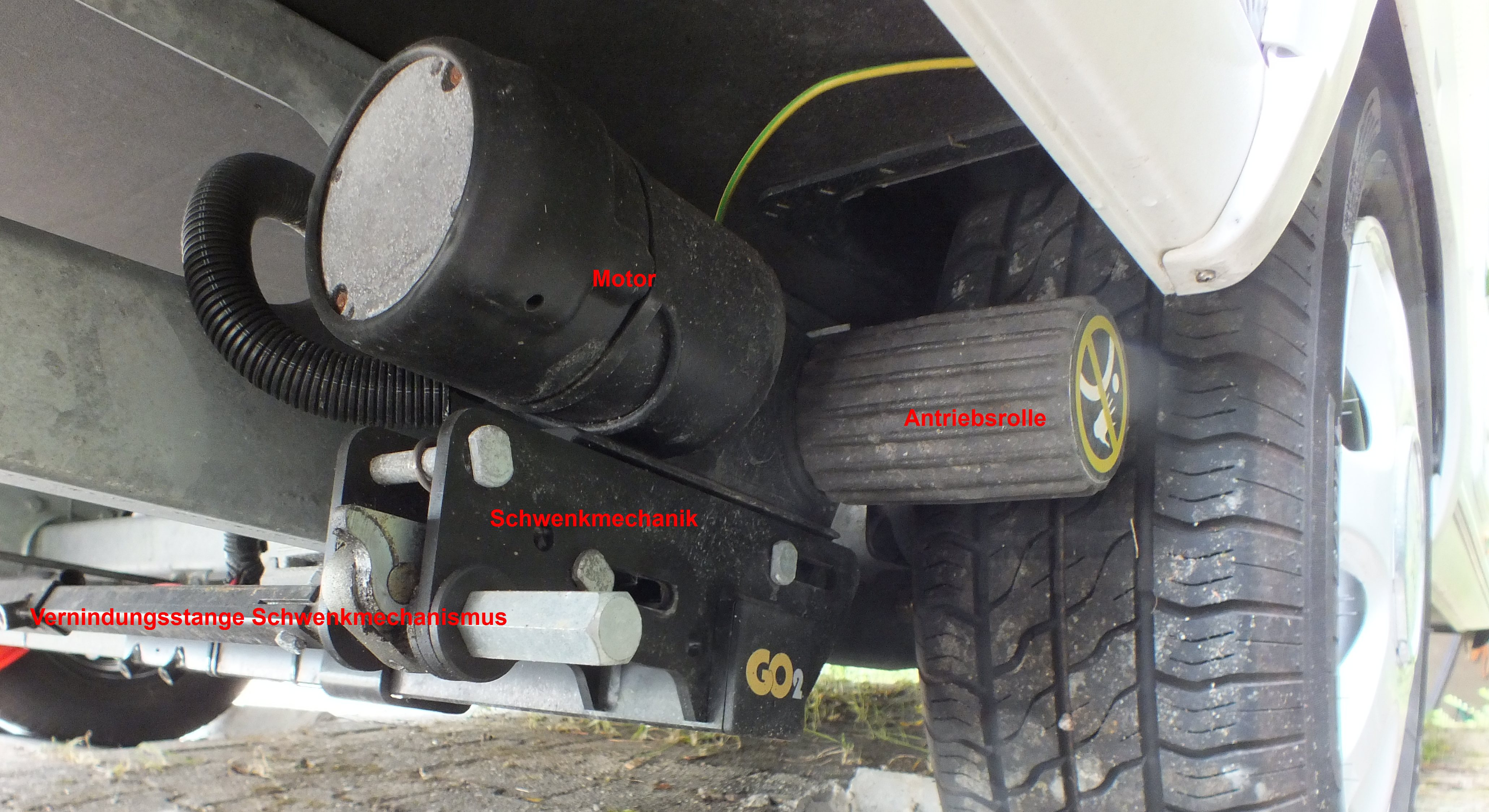
Een vaste gemonteerde caravanmover met van boven naar beneden elektromotor, aandrijfrol, zwenkmechanisme en verbindingsstang

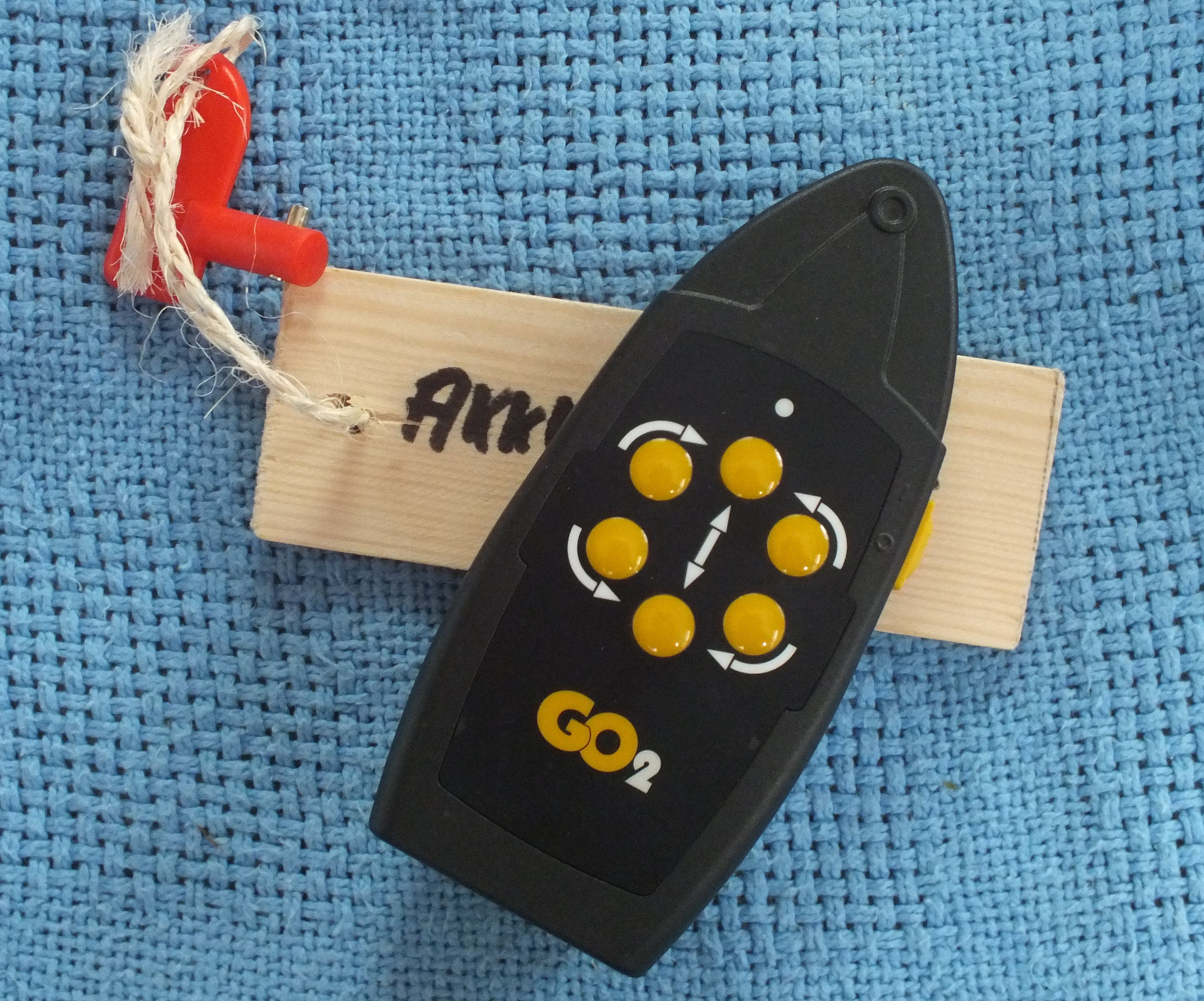
Afstandsbediening van een mover

Een caravanmover of kortweg mover is een rangeerhulpmiddel om een afgekoppelde caravan over kleine afstanden te verplaatsen zonder dat daarbij menskracht nodig is. Het apparaat wordt ook wel een rangeersysteem voor caravans genoemd.

## Gebruik
De aandrijving van de caravanmover is elektrisch en de besturing geschiedt via een afstandsbediening.
De caravanmover wordt onder de caravan geplaatst of vastgemaakt. De caravanmover bestaat (bij een eenassige caravan) uit twee delen, elk met een elektromotor en een aandrijfrol die tegen het loopvlak van de caravanbanden wordt geplaatst. In Nederland droeg het Omroep Max-programma We zijn er Bijna!, waarin de mover veelvuldig gehanteerd wordt, bij aan de bekendheid van het apparaat.
Dergelijke rangeer- of manoeuvreerhulpen bestaan ook voor onder meer aanhangers, boottrailers, paardentrailers en marktwagens.